# Anberlin
Anberlin – amerykański zespół rockowy założony w Winter Haven, Floryda, w 2002. Od początku 2007 w skład zespołu wchodzą: wokalista i lider Stephen Christian, gitarzysta basowy Deon Rexroat, Joseph Milligan (gitara), Nathan Young (perkusja) i Christian McAlhaney (gitara rytmiczna).

## Historia
Członkowie zespołu pod koniec lat 90. założyli grupę SaGoh 24/7, w ramach której wydali dwa albumy studyjne. Anberlin został utworzony w 2002; w ciągu roku muzycy podpisali kontrakt z wytwórnią Tooth & Nail Records i wydali debiutancki album Blueprints for the Black Market. W 2005 wydany został drugi album formacji, Never Take Friendship Personal, który sprzedał się w nakładzie ponad 150 000 egzemplarzy.
Zespół koncertuje przez cały rok, ustalając daty występów za pośrednictwem serwisu MySpace (grupa daje średnio ok. 200 koncertów rocznie). Trzecie oficjalne wydawnictwo grupy, Cities, uplasowało się na 19. miejscu listy Billboard 200 sprzedając się w nakładzie 34 000 kopii w pierwszym tygodniu sprzedaży.
Po wydaniu trzech albumów studyjnych i trwaniu przy Tooth & Nail Records, w sierpniu 2007 Anberlin podpisał kontrakt z wytwórnią Universal Republic Records. W 2008 wydany został debiutancki album za pośrednictwem Universal, New Surrender. Album został sklasyfikowany na 13. miejscu listy Billboard 200, zaś pierwszy singel z albumu, "Feel Good Drag", osiągnął 1. miejsce listy Alternative Songs, po 29 tygodniach bytowania na liście. Szacuje się, że do wydania czwartego albumu studyjnego nagrania Anberlin sprzedały się w nakładzie ponad 400 000 egzemplarzy.

## Dyskografia

### Albumy studyjne
| Rok                                                     | Szczegóły dot. albumu                                                                                     | Pozycje na listach | Pozycje na listach | Pozycje na listach |
| Rok                                                     | Szczegóły dot. albumu                                                                                     | US                 | US Heat.           | AUS                |
| ------------------------------------------------------- | --- | ------------------ | ------------------ | ------------------ |
| 2003                                                    | Blueprints for the Black Market - Wydany: 6 maja 2003 - Wytwórnia: Tooth & Nail (TND 41995) - Format: CD  | —                  | —                  | —                  |
| 2005                                                    | Never Take Friendship Personal - Wydany: 1 lutego 2005 - Wytwórnia: Tooth & Nail (TND 66607) - Format: CD | 144                | 3                  | —                  |
| 2007                                                    | Cities - Wydany: February 20, 2007 - Wytwórnia: Tooth & Nail (TND 84730) - Format: CD, DVD                | 19                 | —                  | 59                 |
| 2008                                                    | New Surrender - Wydany: September 30, 2008 - Wytwórnia: Universal Republic (001171002) - Format: CD, LP   | 13                 | —                  | 85                 |
| "—" oznacza, że album nie był notowany na danej liście. | |                    |                    |                    |

### Single
| 2003                                                                                                 | "Readyfuels"              | —   | —  | —  | Blueprints for the Black Market |
| 2005                                                                                                 | "A Day Late"              | —   | —  | —  | Never Take Friendship Personal  |
| 2006                                                                                                 | "Paperthin Hymn"          | —   | 38 | —  | Never Take Friendship Personal  |
| 2006                                                                                                 | "Godspeed"                | —   | —  | —  | Cities                          |
| 2007                                                                                                 | "The Unwinding Cable Car" | —   | —  | —  | Cities                          |
| 2008                                                                                                 | "Feel Good Drag"          | 108 | 1  | 9  | New Surrender                   |
| 2009                                                                                                 | "Breaking"                | —   | 23 | 37 | New Surrender                   |
| 2009                                                                                                 | "True Faith"              | —   | 35 | —  | New Surrender                   |
| "—" oznacza, że wydawnictwo nie było notowane na danej liście, lub nie zostało wydane w danym kraju. |                           |     |    |    |                                 |

### Utwory wykorzystane w serialach TV
- "Enjoy the silence"(Depeche Mode cover) – "Pamiętniki Wampirów" (1 sezon 6 odcinek)
- “True Faith” Anberlin - "Pamiętniki Wampirów" (1 sezon 22 odcinek)

### Kompilacje
- Godspeed EP (26 grudnia 2006) – Tooth & Nail Records

### Minialbumy
- Lost Songs (20 listopada 2007) – Tooth & Nail Records
- Blueprints for City Friendships: The Anberlin Anthology (17 listopada 2009) – Tooth & Nail Records